# Paul Radburn
Paul Radburn (ur. 23 maja 1955 w Londynie) – brytyjski judoka. Dwukrotny olimpijczyk. Zajął szóste miejsce w Moskwie 1980 i jedenaste w Los Angeles 1984. Walczył w wadze ciężkiej i kategorii open.
Siódmy na mistrzostwach świata w 1979; uczestnik zawodów w 1983. Brązowy medalista mistrzostw Europy w 1977 i 1979; piąty w 1976 roku. 

## Letnie Igrzyska Olimpijskie 1980
| Konkurencja | Eliminacje         | Eliminacje            | Finały                | Finały                  | Klas. końcowa |
| Konkurencja | Przeciwnik I       | 1/4                   | 1/2                   | o 3 miejsce             | Miejsce       |
| ----------- | ------------------ | --------------------- | --------------------- | ----------------------- | ------------- |
| +95 kg      | Mihai Cioc (ROU) Z | Jean Zinniker (SUI) Z | Angelo Parisi (FRA) P | Vladimír Kocman (TCH) P | 6.            |

## Letnie Igrzyska Olimpijskie 1984
| Konkurencja | Eliminacje              | Klas. końcowa |
| Konkurencja | Przeciwnik I            | Miejsce       |
| ----------- | ----------------------- | ------------- |
| Open        | Arthur Schnabel (FRG) P | 11.           |